# Erich Wiems
Erich Wiems (* 10. November 1883 in Elbing; † 15. Februar 1940 in Berlin) war ein deutscher Journalist.

## Leben
Erich Wiems erlangte das Abitur am Städtischen Gymnasium in Düsseldorf. Anschließend studierte er an der Schlesischen Friedrich-Wilhelms-Universität Geschichte und Staatswissenschaften. Am 11. Mai 1902 renoncierte er beim Corps Marcomannia Breslau. Am 10. Februar 1903 recipiert, wurde er am 17. November 1903 ohne Band entlassen. Er wechselte an die Pariser Sorbonne und die Ruprecht-Karls-Universität Heidelberg. Mit einer Doktorarbeit über François Dorval-Langlois de Fancan wurde er 1908 in Heidelberg zum Dr. phil. promoviert. Nachdem er am 1. Dezember 1906 Marcomannias Band erhalten hatte, wurde er am 10. Februar 1908 philistriert. Nach der Promotion diente er als Einjährig-Freiwilliger beim Kaiser Franz Garde-Grenadier-Regiment Nr. 2. Anschließend wurde er wissenschaftlicher Hilfsarbeiter bei der Handelskammer in Düsseldorf. 1910 wurde er bei der Kölnischen Zeitung in Brüssel Redaktionsmitglied. 1914–1918 kämpfte er als Kompaniechef und Bataillonsführer an der Westfront (Erster Weltkrieg). Er erhielt das Eiserne Kreuz II. und I. Klasse. 1924 wurde er Chefredakteur der Deutschen Tageszeitung in Berlin. Im April 1927 nahm er an einer Journalistenreise nach New York City auf der Jungfernfahrt des Dampfschiffs New York teil. Er schrieb insbesondere über wirtschafts- und sozialpolitische Themen. Er war Mitglied des Deutschen Herrenklubs.